# Anthony Dowell
Sir Anthony James Dowell, CBE (anscido em 16 de fevereiro de 1943 em Londres, Inglaterra) é um famoso bailarino e foi Diretor Artístico do Royal Ballet (Balé Real da Inglaterra) de 1986 a 2001, quando aposentou-se oficialmente. Estudou na Hampshire School e no "Lower and Upper Schools" do Royal Ballet. Em 1961, juntou-se ao Royal Ballet, sendo escolhido apenas dois anos depois pelo coreógrafo Frederick Ashton para criar o papel de Oberon em The Dream. Foi nesse ballet que ele dançou pela primeira vez com Antoniette Sibley, que criou Titania, e uma grande dupla se formou.

## Papéis principais
Provando ter uma forte técnica, qualidade lírica e extraordinária sensibilidade dramática, foi promovido a Primeiro Bailarino (Principal Dancer) em 1966, e criou outros papéis para ballets de Frederick Ashton, incluindo Bealiev, em A Month in the Country, Troyte em Enigma Variations, e Lo Straniero em Varii Capricci. Para Kenneth MacMillan, criou Des Grieux em Manon, Benvolio em Romeo and Juliet (Romeu e Julieta), Parceiro de Kchessinska em Anastasia, "the Boy" em Triad e Outono, em As Quato Estações (The Four Seasons).